# Göran Flodström
Göran Ingmar Flodström (Stockholm, 1953. január 27. –) olimpiai és világbajnok svéd párbajtőrvívó.